# The Dresden Dolls (Album)
The Dresden Dolls ist das Debütalbum der amerikanischen Musikgruppe The Dresden Dolls und wurde am 26. September 2003 veröffentlicht.

## Entstehungsgeschichte
Das selbstbetitelte Album erschien bei 8ft Records. Alle Lieder wurden von Amanda Palmer verfasst.
Das Album wurde als Digipack veröffentlicht und nach dem Plattenlabel-Wechsel zu Roadrunner Records im Jahr 2004 dort wiederveröffentlicht.

## Musikstil und Einflüsse
Das Duo, das den Untertitel „Brechtian Punk Cabaret“ trägt, orientiert sich stilistisch an der Jazz- und Tanzmusik der 1920er Jahre. Die Einflüsse sind vielfältig, von der Auseinandersetzung mit Heavy Metal und Rockmusik über das Cabaret der Weimarer Republik bis hin zu ihren Eltern, die die beiden erst zu den Instrumenten brachten.

## Singles und Videos
Als Singles wurden die Songs Good Day, Girl Anachronism und Coin-Operated Boy ausgekoppelt, wobei zu den beiden letztgenannten ebenfalls Musikvideos existieren, die von Michael Pope gedreht wurden.
Good Day erschien zunächst als auf 500 Stück limitierte weiße 7" Vinyl und wurde von Important Records vertrieben. Später brachte Amanda Palmer die Single auf ihrem Label 8ft Records erneut heraus. Als B-Seite ist A Night at the Roses enthalten.
Zur Single Girl Anachronism existiert keine Kaufversion, und sie wurde lediglich zu Promotionzwecken gepresst und verschickt.
Coin-Operated Boy wurde exklusiv in Deutschland als Maxi veröffentlicht und enthält ebenfalls eine Live-Version des Songs, sowie eine Coverversion des Britney-Spears-Hits Baby One More Time. Darüber hinaus ist auch das Video zum Song auf der Maxi zu finden.

## Dresden Dolls Companion
In Dresden Dolls Companion veröffentlichte Amanda Palmer eine Geschichte des Albums und des Duos, teilweise auch eine Autobiografie. Das Buch enthält außerdem Songtexte, Noten und Kommentare zu jedem Lied des Albums.

## Titelliste
1. Good Day – 5:27
2. Girl Anachronism – 2:58
3. Missed Me – 4:51
4. Half Jack – 5:56
5. 672 – 1:24
6. Coin-Operated Boy – 4:46
7. Gravity – 4:17
8. Bad Habit – 2:59
9. The Perfect Fit – 5:44
10. The Jeep Song – 4:47
11. Slide – 4:30
12. Truce – 8:34